# Côtes de Castillon

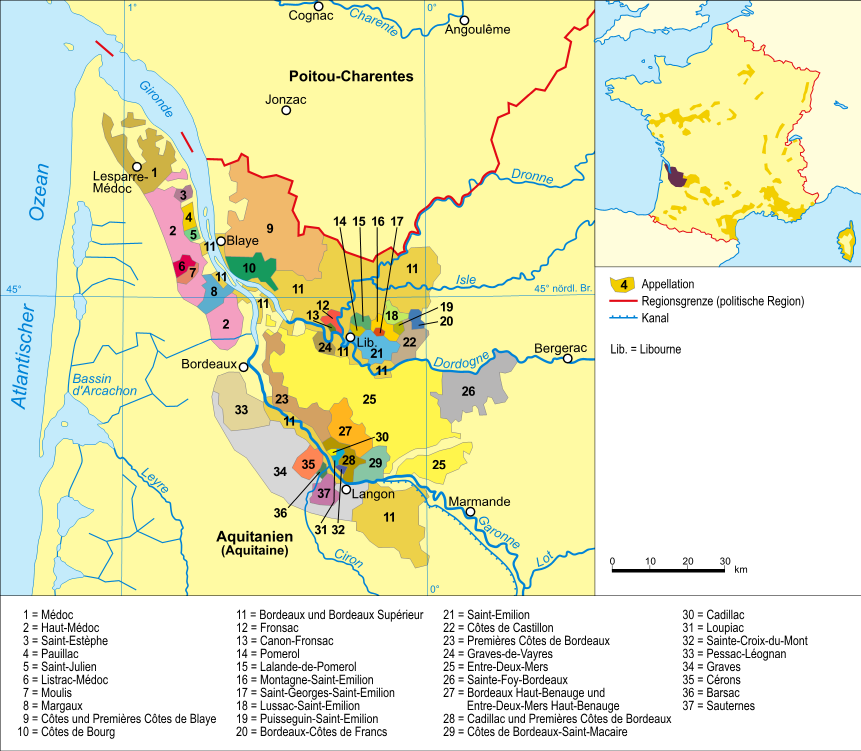
Das Weinbaugebiet Bordeaux

Das Weinbaugebiet Côtes de Castillon liegt im französischen Département Gironde und ist Teil der Weinbauregion Bordeaux. Das Gebiet erhielt erst am 9. Februar 1989 den Status einer Appellation d’Origine Contrôlée (kurz AOC). Bis zu diesem Datum wurden die Weine unter der allgemeineren Bezeichnung Bordeaux Côtes de Castillon vermarktet. Seither sind die Produktionsbedingungen strengeren Regelwerken unterworfen, was der allgemeinen Qualität nur gut tun sollte.
Das Gebiet mit ca. 3.000 Hektar Rebfläche liegt unmittelbar östlich von Saint-Émilion und Puisseguin-Saint-Émilion und bildet den östlichen Abschluss der Region Bordeaux. Das Gebiet schließt unmittelbar an die Weinbauregion Sud-Ouest mit den Weinen von Bergerac an. Nördlich von Côtes de Castillon schließt das Gebiet Bordeaux-Côtes-de-Francs an. Jährlich werden ca. 179.000 Hektoliter Wein produziert.
Die Rebflächen der Appellation liegen in den neun Gemeinden Belvès-de-Castillon, Castillon-la-Bataille, Saint-Magne-de-Castillon, Gardegan-et-Tourtirac, Sainte-Colombe, Saint-Genès-de-Castillon, Saint-Philippe-d’Aiguilhe, Les Salles-de-Castillon und Monbadon.
Die Appellation gilt ausschließlich für Rotweine. Fast 70 % der Rebflächen sind mit der Rebsorte Merlot besetzt, weitere zugelassene Sorten sind Cabernet Franc (20 %), Cabernet Sauvignon und Malbec. Die Erntebeschränkung liegt bei 50 Hektoliter/Hektar, ein Wert der jedoch mit ca. 58 Hektoliter/Hektar regelmäßig überschritten wird. Die Pflanzdichte im Weinberg liegt bei mindestens 5000 Rebstöcken/Hektar. Alte Weinberge, die diesen Wert noch nicht erreichen, müssen bis zum Jahr 2025 neu angelegt werden.
Die farbkräftigen Weine können ca. fünf bis zehn Jahre gelagert werden und sollten bei einer Trinktemperatur von 16 bis 18 °C genossen werden.
In den 1990er-Jahren haben viele namhafte Chateaus aus dem benachbarten Saint-Émilion dieses Weinbaugebiet für sich entdeckt und einzelne Weingüter gekauft. So ist beispielsweise Château Clos Lunelles nun unter derselben Leitung wie Château Pavie oder Château d'Aiguilhe im selben Besitz wie Château Canon-La Gaffelière. Seitdem werden zunehmend besonders hochwertige Rotweine erzeugt, die denen aus der benachbarten Appellation Saint-Émilion qualitativ und geschmacklich sehr ähnlich sind.